# Клуб 21
Клуб 21, често само 21, био је ресторан америчке традиционалне кухиње и бивши бар из доба прохибиције, називан speakeasy ("говори тихо"), који се налази на бр. 21 Западне 52. улице у Њујорку. Након што је затворен због пандемије Ковид-19, естаблишмент је у децембру 2020. објавио да се неће поново отварати „у свом садашњем облику у догледној будућности“ и да истражује потенцијалне могућности које ће омогућити Клубу 21 да остане одржив на дуже стазе.

## Изглед ресторана
Барски простор обухвата ресторан, салон и, како само име говори, бар. Зидови и плафон Бар простора прекривени су старинским играчкама и спортским сувенирима које су донирали познати патрони. Можда најпознатија карактеристика Клуба 21 је низ обојених статуа џокеја од ливеног гвожђа које красе балкон изнад улаза. Током 1930-их, неки од имућних посетилаца почели су да показују своју захвалност поклањајући Клубу 21 обојеног џокеја који представља тркачке боје штале и ергеле које су поседовали. На спољашњости зграде су 33 џокеја, а унутра још 2. 

## Историја
Прва верзија клуба отворена је у Гринвич Вилиџу 1922. године, а водили су је рођаци Џек Криндлер и Чарли Бернс. Првобитно је то била мала дворана за илегално точење алкохола, позната као Црвена глава. Године 1925. локација је премештена у подрум на Вашингтон Плејсу и њено име је промењено у Фронтон. Следеће године преселио се у горњи део града на бр. 42 западна 49. улица, променио име у Панчен Клуб и постао много ексклузивнији. Крајем 1929. године, да би направио место за изградњу Рокфелер центра, клуб се преселио на своју садашњу локацију и променио име у „Џеков и Чарлијев 21“.
Иако је полиција у многим приликама упадала током прохибиције, особље локала имало је методе да заштити клуб од власти. Чим би рација почела, систем полуга је коришћен за превртање полица у бару, гурајући флаше пића кроз отвор у градску канализацију. У бару је био и тајни вински подрум, у који се улазило кроз скривена врата у зиду од цигле која су се отварала ка подруму суседне зграде (број 19). Иако се и данас користи као вински подрум, део трезора је преуређен како би се омогућило до 20 гостију да вечера приватно. Клуб је такође чувао приватне колекције вина Џона Ф. Кенедија; Ричарда Никсона; Џералда Форда; Џоан Крафорд; Елизабет Тејлор; Хју Кареј; Ернеста Хемингвеја; сестара Нордстром; Френка Синатре; Ал Џолсона; Глорије Вандербилт; Софије Лорен; Меј Вест; Аристотела Оназиса; Џина Келија; Глорије Свансон; Џуди Гарланд; Семија Дејвиса, Јр.; и Мерилин Монро. Бар се помиње неколико пута у мемоарима Дејвида Нивена, Доведи празне коње; добио је посао од компаније Ј+С у продаји пића након укидања забране и отишао је тамо са режисером Џоном Хјустоном по повратку из рата.
Редовна клијентела је у време Божића добијала је свилене шалове украшене мотивом клупских обележја. Сваки шал је нумерисан и има лого Џокеја, а такође приказује и ограде повезане са зградом. Неке од најнеобичнијих и најпожељнијих дизајнирао је Реј Штраус, оснивач Symphony Scarves, 1950-их и '60-их. Известан број њих се може видети у књизи Ендруа Бејсмана из 1989. „Шал“. Сиги Нордстром је имала колекцију од неколико десетина ових које је добила током година.
Пре престижног Међународног бала дебитанткиња, који је представљао многе ћерке и унуке америчких председника високом друштву у хотелу Валдорф-Асторија у Њујорку, одржавала се предбалска забава у Клубу 21.
Године 1985. породице Криндлер и Бернс су продале своје удео у ресторану General Felt Industries, холдинг компанији на челу са Маршалом С. Коганом и Стивеном Свидом.  Десет година касније, Коган и Свид су продали ресторан Orient-Express Hotels. Године 1995. постао је део Orient-Express Hotels Ltd. који је 2014. променио име у Belmond Limited.
Дана 24. јануара 2009. ресторан је окончао своју дугогодишњу политику захтевања од мушкараца да носе кравате на вечери. Ношење сакоа је, међутим, и даље обавезно, а позајмљене јакне Мајкла Корса и Ралфа Лорена су доступне мушкарцима да их позајме ако су занемарили да је понесу.
У лето 2015, свих 37 џокеја је пребачено на тромесечну рестаурацију и враћено 21. октобра 2015. на пресецање врпце.
Дана 16. марта 2020. наређено је да се у свим ресторанима у Њујорку обустави обедовање у затвореном због пандемије Ковид-19. Иако су њујоршки ресторани могли да се накратко поново отворе касније током године, друго гашење је довело до тога да ресторан 11. децембра објави да је престао са радом на неодређено време и да ће запослени бити отпуштени у марту 2021, наводећи као разлог економску неизвесност. 

## Награде
Од 2003. године ресторан је добитник Велике награде Wine Spectator.
Загат му је 2017. дао оцену за храну 4,3 од 5.